# Judith Montefiore
Judith Montefiore (Londres, 20 de fevereiro de 1784 — Ramsgate, 24 de setembro de 1862) foi uma linguista, musicista, viajante, escritora e filantropista judea britânica.

## Carreira
Casou-se com Sir Moses Montefiore em 10 de junho de 1812. Os casamentos entre sefarditas e asquenazes não foram aprovados pela sinagoga portuguesa; mas Moisés acreditava que esse preconceito de casta era prejudicial aos melhores interesses do judaísmo e desejava aboli-lo. Há pouca dúvida de que aquele casamento fez mais do que qualquer outra coisa para preparar o caminho para a atual união dos judeus ingleses. Eles se casaram em 10 de junho de 1812 e se mudaram para uma casa em New Court, St. Swithin's Lane, ao lado de Nathan Maier Rothschild, morando lá por 13 anos. Este foi Nathan Mayer Rothschild, fundador da família de banqueiros Rothschild da Inglaterra, com quem uma de suas irmãs, Hannah (1783-1850), se casou em 1806.
Viajante perspicaz, ela notou a angústia e o sofrimento ao seu redor, mais particularmente nos "bairros judeus" das cidades por onde passava, e estava sempre pronta com algum plano de alívio. Seus diários impressos em particular lançaram luz sobre seu caráter e mostraram que ela era culta, imbuída de um forte espírito religioso, fiel aos ensinamentos e observâncias da fé judaica, mas exibindo a mais ampla aceitação daqueles que adotavam outras crenças. Ela rapidamente se ressentiu de qualquer indignidade ou insulto que pudesse ser oferecido à sua religião ou ao seu povo.
 

Sua prudência e inteligência influenciaram todos os empreendimentos de seu marido, e quando ele se aposentou dos negócios, a administração de sua fortuna em empreendimentos filantrópicos foi em grande parte dirigida por ela. Lady Montefiore acompanhou o marido em todas as suas missões estrangeiras até 1859, e foi o gênio beneficente de suas memoráveis expedições à Terra Santa, Damasco, São Petersburgo e Roma. Por suas habilidades linguísticas, ela foi capaz de ajudar materialmente o marido em suas tarefas auto-impostas. Durante a viagem para a Rússia, em 1846, ela foi incansável em seus esforços para aliviar a miséria que via em todos os lugares ao seu redor. A esposa e a filha do governador russo lhe fizeram uma visita cerimoniosa e expressaram a admiração que ela havia inspirado em todas as classes. Suas simpatias foram grandemente ampliadas pelas viagens; dois diários de algumas dessas viagens foram publicados anonimamente por ela. Foi também durante este período que Montefiore escreveu e publicou o primeiro livro de receitas judaica em inglês, The Jewish Manual.